# Berto Martínez
Alberto Martínez Díaz, detto Berto (Lugo, 27 ottobre 1962), è un ex calciatore spagnolo, di ruolo centrocampista.

## Carriera
Esordì in nazionale il 4 settembre 1991, entrando in campo al posto di Manuel Sánchez Delgado, in un'amichevole vinta per 2-1 dalla Spagna contro l'Uruguay, al Carlos Tartiere di Oviedo.

## Palmarès

### Club

#### Competizioni nazionali
- Copa de la Liga Segunda División: 1

Real Oviedo: 1984-1985